# Internationaux de Strasbourg 2016 - Qualificazioni singolare
Le qualificazioni del singolare dell'Internationaux de Strasbourg 2016 sono state un torneo di tennis preliminare per accedere alla fase finale della manifestazione. Le vincitrici dell'ultimo turno sono entrate di diritto nel tabellone principale. In caso di ritiro di una o più giocatrici aventi diritto a queste sono subentrate le lucky loser, ossia le giocatrici che hanno perso nell'ultimo turno ma che avevano una classifica più alta rispetto alle altre partecipanti che avevano comunque perso nel turno finale.

## Teste di serie
1. Mirjana Lučić-Baroni (qualificata)
2. Shelby Rogers (ultimo turno, Lucky loser)
3. Lauren Davis (qualificata)
4. Zhang Kailin (ultimo turno)
5. Wang Yafan (ultimo turno)
6. Océane Dodin (primo turno)

1. Amandine Hesse (ultimo turno)
2. Alizé Lim (qualificata)
3. Zhang Yuxuan (primo turno)
4. Alla Kudrjavceva (qualificata)
5. Virginie Razzano (ultimo turno, Lucky loser)
6. Mandy Minella (primo turno)

## Qualificate
1. Mirjana Lučić-Baroni
2. Alla Kudrjavceva
3. Lauren Davis

1. Alizé Lim
2. Xu Yifan
3. Jil Belen Teichmann

### Lucky loser
1. Virginie Razzano

1. Shelby Rogers

## Tabellone

### Legenda
| - Q = Qualificato - WC = Wild card - LL = Lucky loser | - ALT = Alternate - SE = Special Exempt - PR = Protected Ranking | - w/o = Walkover - r = Ritirato - d = Squalificato |

### Sezione 1
|  | Primo turno | Primo turno          | Primo turno      | Primo turno | Primo turno |  |  | Ultimo turno | Ultimo turno         | Ultimo turno         | Ultimo turno | Ultimo turno |  |
|  |             |                      |                  |             |             |  |  |              |                      |                      |              |              |  |
|  | 1           | Mirjana Lučić-Baroni | 2                | 6           | 6           |  |  |              |                      |                      |              |              |  |
|  |             | Ljudmyla Kičenok     | 6                | 2           | 4           |  |  | 1            | Mirjana Lučić-Baroni | Mirjana Lučić-Baroni | 6            | 6            |  |
|  |             | Ol'ga Savčuk         | Ol'ga Savčuk     | 4           | 3           |  |  | 11           | Virginie Razzano     | Virginie Razzano     | 1            | 2            |  |
|  | 11          | Virginie Razzano     | Virginie Razzano | 6           | 6           |  |  |              |                      |                      |              |              |  |

### Sezione 2
|  | Primo turno | Primo turno      | Primo turno      | Primo turno | Primo turno |  |  | Ultimo turno | Ultimo turno     | Ultimo turno | Ultimo turno | Ultimo turno |  |
|  |             |                  |                  |             |             |  |  |              |                  |              |              |              |  |
|  | 2           | Shelby Rogers    | Shelby Rogers    | 6           | 6           |  |  |              |                  |              |              |              |  |
|  | WC          | Lou Brouleau     | Lou Brouleau     | 1           | 0           |  |  | 2            | Shelby Rogers    | 6            | 3            | 4            |  |
|  | WC          | Harmony Tan      | Harmony Tan      | 4           | 2           |  |  | 10           | Alla Kudrjavceva | 4            | 6            | 6            |  |
|  | 10          | Alla Kudrjavceva | Alla Kudrjavceva | 6           | 6           |  |  |              |                  |              |              |              |  |

### Sezione 3
|  | Primo turno | Primo turno     | Primo turno     | Primo turno | Primo turno |  |  | Ultimo turno | Ultimo turno   | Ultimo turno   | Ultimo turno | Ultimo turno |  |
|  |             |                 |                 |             |             |  |  |              |                |                |              |              |  |
|  | 3           | Lauren Davis    | Lauren Davis    | 6           | 6           |  |  |              |                |                |              |              |  |
|  |             | María Irigoyen  | María Irigoyen  | 0           | 3           |  |  | 3            | Lauren Davis   | Lauren Davis   | 7            | 6            |  |
|  |             | Nadežda Kičenok | Nadežda Kičenok | 3           | 3           |  |  | 7            | Amandine Hesse | Amandine Hesse | 6(1)         | 2            |  |
|  | 7           | Amandine Hesse  | Amandine Hesse  | 6           | 6           |  |  |              |                |                |              |              |  |

### Sezione 4
|  | Primo turno | Primo turno      | Primo turno      | Primo turno | Primo turno |  |  | Ultimo turno | Ultimo turno | Ultimo turno | Ultimo turno | Ultimo turno |  |
|  |             |                  |                  |             |             |  |  |              |              |              |              |              |  |
|  | 4           | Zhang Kailin     | Zhang Kailin     | 6           | 6           |  |  |              |              |              |              |              |  |
|  | WC          | Sandra Bozinovic | Sandra Bozinovic | 4           | 3           |  |  | 4            | Zhang Kailin | Zhang Kailin | 1            | 4            |  |
|  |             | Chloé Paquet     | 4                | 6           | 4           |  |  | 8            | Alizé Lim    | Alizé Lim    | 6            | 6            |  |
|  | 8           | Alizé Lim        | 6                | 3           | 6           |  |  |              |              |              |              |              |  |

### Sezione 5
|  | Primo turno | Primo turno             | Primo turno             | Primo turno | Primo turno |  |  | Ultimo turno | Ultimo turno | Ultimo turno | Ultimo turno | Ultimo turno |  |
|  |             |                         |                         |             |             |  |  |              |              |              |              |              |  |
|  | 5           | Wang Yafan              | Wang Yafan              | 6           | 6           |  |  |              |              |              |              |              |  |
|  | WC          | Tessah Andrianjafitrimo | Tessah Andrianjafitrimo | 4           | 4           |  |  | 5            | Wang Yafan   | Wang Yafan   | 1            | 4            |  |
|  |             | Xu Yifan                | Xu Yifan                | 7           | 6           |  |  |              | Xu Yifan     | Xu Yifan     | 6            | 6            |  |
|  | 9           | Zhang Yuxuan            | Zhang Yuxuan            | 5           | 2           |  |  |              |              |              |              |              |  |

### Sezione 6
|  | Primo turno | Primo turno         | Primo turno         | Primo turno | Primo turno |  |  | Ultimo turno | Ultimo turno        | Ultimo turno        | Ultimo turno | Ultimo turno |  |
|  |             |                     |                     |             |             |  |  |              |                     |                     |              |              |  |
|  | 6           | Océane Dodin        | 6                   | 2           | 5           |  |  |              |                     |                     |              |              |  |
|  |             | Irina Ramialison    | 2                   | 6           | 7           |  |  |              | Irina Ramialison    | Irina Ramialison    | 3            | 0            |  |
|  | Alt         | Jil Belen Teichmann | Jil Belen Teichmann | 7           | 6           |  |  | Alt          | Jil Belen Teichmann | Jil Belen Teichmann | 6            | 6            |  |
|  | 12          | Mandy Minella       | Mandy Minella       | 5           | 4           |  |  |              |                     |                     |              |              |  |